# 오산정보고등학교 여자 축구부
오산정보고등학교 여자축구단(Osan Information High School Women's Football Club)은 대한민국의 고등학교 여자 축구단이다.

## 시즌별 개요
| 시즌 | 대회                                | 순위    |
| ---- | ----------------------------------- | ------- |
| 1993 | 추계 한국남녀중고축구연맹전         | 4강     |
| 1993 | 여왕기 전국여자축구대회             | 4강     |
| 1993 | 청학기 전국여자고등학교축구대회     | 8강     |
| 1993 | 전국체육대회 축구                   | 8강     |
| 1994 | 전국중고등학교축구선수권대회        | 4강     |
| 1995 | 여왕기 전국여자축구대회             | 1위     |
| 1995 | 청학기 전국여자고등학교축구대회     | 8강     |
| 1995 | 전국체육대회 축구                   | 예선    |
| 1996 | 청학기 전국여자고등학교축구대회     | 불명    |
| 1996 | 전국체육대회 축구                   | 예선    |
| 1997 | 한국도로공사배 전국여자종별축구대회 | 1위     |
| 1997 | 청학기 전국여자고등학교축구대회     | 예선    |
| 2014 | 추계 한국여자축구연맹전             | A조 3위 |
| 2014 | 청학기 전국여자고등학교축구대회     | 8강     |
| 2015 | 청학기 여자 중고종별선수권대회      | 4강     |
| 2016 | 청학기 여자 중고종별 선수권대회     | 4강     |
| 2017 | 청학기 여자 중고종별 선수권대회     | 4강     |
| 2018 | 춘계 한국여자축구 연맹전            | 3위     |
| 2018 | 제 17회 전국 여자축구 선수권대회    | 3위     |
| 2018 | 제 99회 전국체육대회                | 2위     |
| 190  |                                     |         |

0
1

## 같이 보기
- 오산정보고등학교